# Alicja Pęczak
Alicja Iwona Pęczak (Bydgoszcz, Polonia, 13 de enero de 1970) es un nadadora retirada especializada en pruebas de estilo braza. Consiguió una medalla de plata durante el Campeonato Mundial de Natación en Piscina Corta de 1997 en la prueba de 100 metros braza, y dos medallas de plata en 100 y 200 metros durante el mundial del año 2000.
En ese mismo año, también se proclamó campeona de Europa en 100 metros braza.
Representó a Polonia en los Juegos Olímpicos de Barcelona 1992, Atlanta 1996 y Sídney 2000.

## Palmarés internacional
| Campeonato Mundial de Natación en Piscina Corta | Campeonato Mundial de Natación en Piscina Corta | Campeonato Mundial de Natación en Piscina Corta | Campeonato Mundial de Natación en Piscina Corta |
| Año                                             | Lugar                                           | Medalla                                         | Prueba                                          |
| ----------------------------------------------- | ----------------------------------------------- | ----------------------------------------------- | ----------------------------------------------- |
| 1995                                            | Río de Janeiro ( Brasil)                        | Medalla de bronce                               | 200 m braza                                     |
| 1997                                            | Gotemburgo ( Suecia)                            | Medalla de bronce                               | 200 m braza                                     |
| 1997                                            | Gotemburgo ( Suecia)                            | Medalla de plata                                | 100 m braza                                     |
| 2000                                            | Atenas ( Grecia)                                | Medalla de plata                                | 200 m braza                                     |
| 2000                                            | Atenas ( Grecia)                                | Medalla de plata                                | 100 m braza                                     |
| Campeonato Europeo de Natación                  |                                                 |                                                 |                                                 |
| Año                                             | Lugar                                           | Medalla                                         | Prueba                                          |
| 1995                                            | Viena ( Austria)                                | Medalla de bronce                               | 200 m estilo combinado                          |
| 1995                                            | Viena ( Austria)                                | Medalla de bronce                               | 200 m braza                                     |
| 1997                                            | Sevilla ( España)                               | Medalla de plata                                | 200 m braza                                     |
| 1999                                            | Estambul ( Turquía)                             | Medalla de bronce                               | 200 m braza                                     |
| Campeonato Europeo de Natación en Piscina Corta |                                                 |                                                 |                                                 |
| Año                                             | Lugar                                           | Medalla                                         | Prueba                                          |
| 2000                                            | Valencia ( España)                              | Medalla de oro                                  | 100 m braza                                     |
| 2000                                            | Valencia ( España)                              | Medalla de plata                                | 200 m braza                                     |